# Île-d'Aix

Île-d'Aix este o comună în departamentul Charente-Maritime, Franța. În 1 ianuarie 2022 avea o populație de 196 de locuitori.